# 蘇格蘭觀光

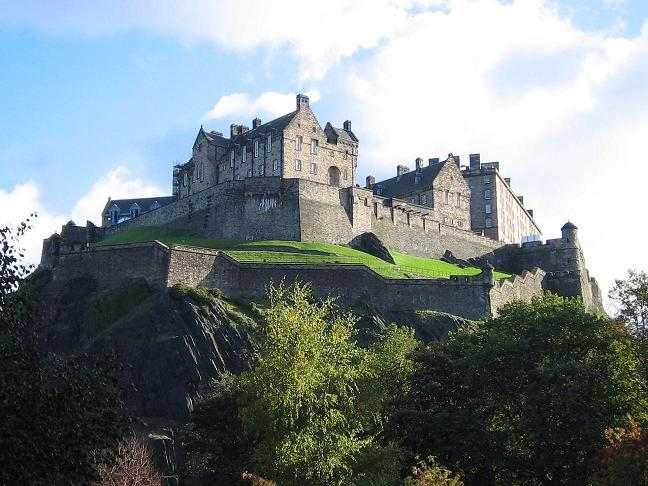
愛丁堡城堡是蘇格蘭最受歡迎的旅遊目的地之一

蘇格蘭是一個發達的旅遊目的地。旅遊業為蘇格蘭提供了20萬個就業崗位，並且遊客平均每年為蘇格蘭帶來45億英鎊的消費。2013年，有1850萬英國人到訪蘇格蘭，此外還有158萬外國遊客到訪蘇格蘭。外國遊客中以美國人最多，佔24%。其次是是德國人（9%）、法國人（8%）、加拿大人（7%）和澳洲人（6%）。一般來說，四月至十月是蘇格蘭的旅遊旺季。蘇格蘭也非常適合展開戶外活動，特別是高爾夫球和釣魚。